# Cathédrale Saint-Patrick de Fort Worth
Cette  cathédrale n’est pas la seule cathédrale Saint-Patrick.
La cathédrale Saint-Patrick est le siège du diocèse de Fort Worth au Texas. Elle est dédiée à saint Patrick et a été construite en 1888 à Fort Worth.

## Histoire
Mgr Dubuis envoie dès 1870 le père Vincent Perrier visiter les catholiques de Fort Worth deux fois par an. Ils se réunissent d'abord dans la maison de la famille Carrico. La première paroisse catholique de la ville est Saint-Stanislas, modeste église de bois sur Throckmorton Street. En 1879, l'abbé Thomas Loughrey, curé de Saint-Stanislas, démarre une première école de garçons. L'église est démolie en 1907.
La présente église Saint-Patrick est construite au nord de la vieille église Saint-Stanislas. La  pierre d'angle est posée en 1888, et l'église reçoit sa dédicace en 1892. Elle est conçue dans le style néo-gothique, avec des éléments de l'école de la Prairie, par James J. Kane. L'église est élevée au statut de co-cathédrale en 1953 quand Pie XII change le nom du diocèse de Dallas en diocèse de Dallas-Fort Worth. Paul VI scinde le diocèse et érige le diocèse de Fort Worth le 22 août 1969. Saint-Patrick est choisie comme cathédrale du nouveau diocèse. Elle est inscrite à la liste du registre national des lieux historiques en 1985, ainsi que le presbytère et la St. Ignatius Academy qui sont aussi inscrits au Recorded Texas Historic Landmarks.

## Illustrations

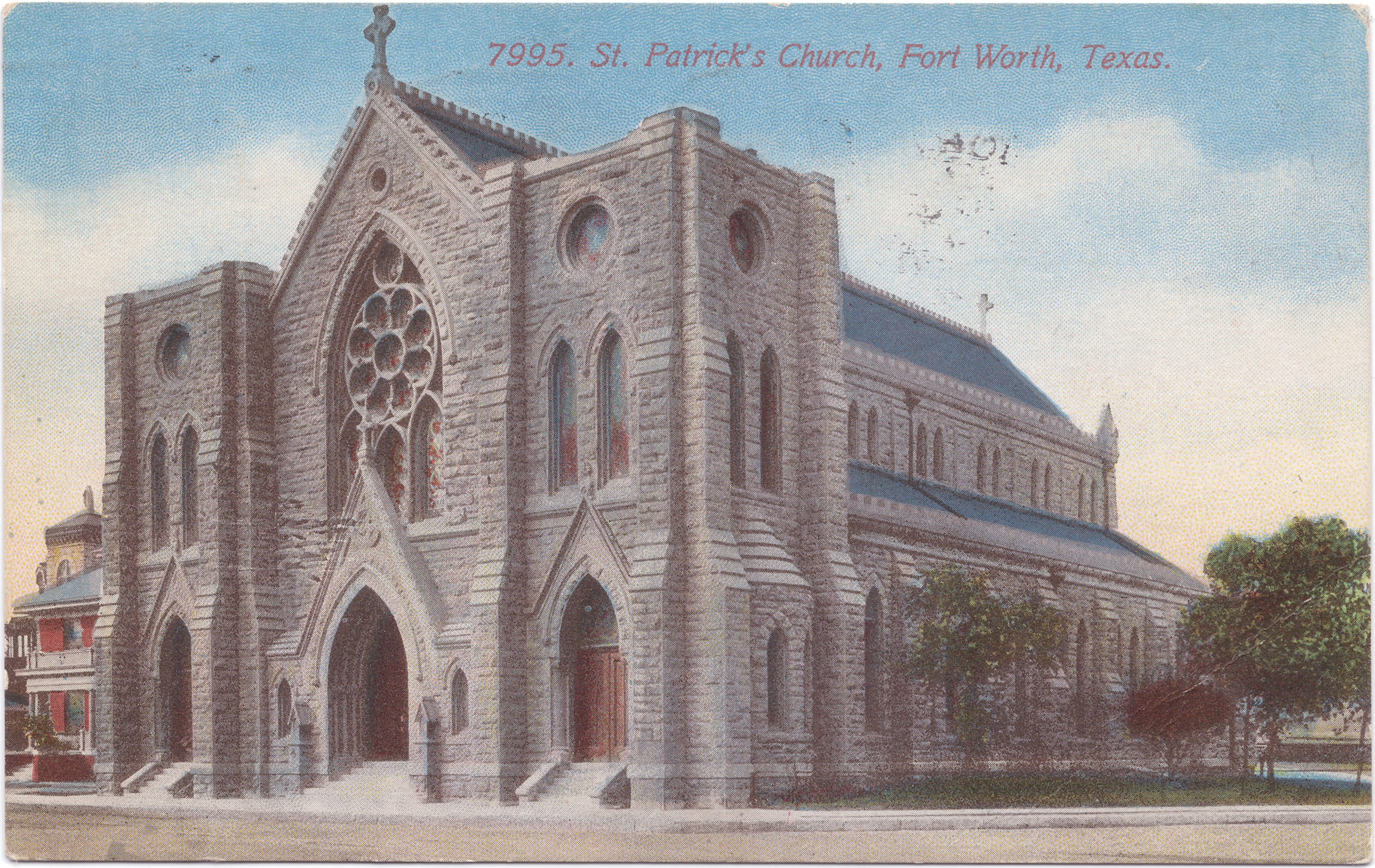
Cathédrale Saint-Patrick de Fort Worth, 1913
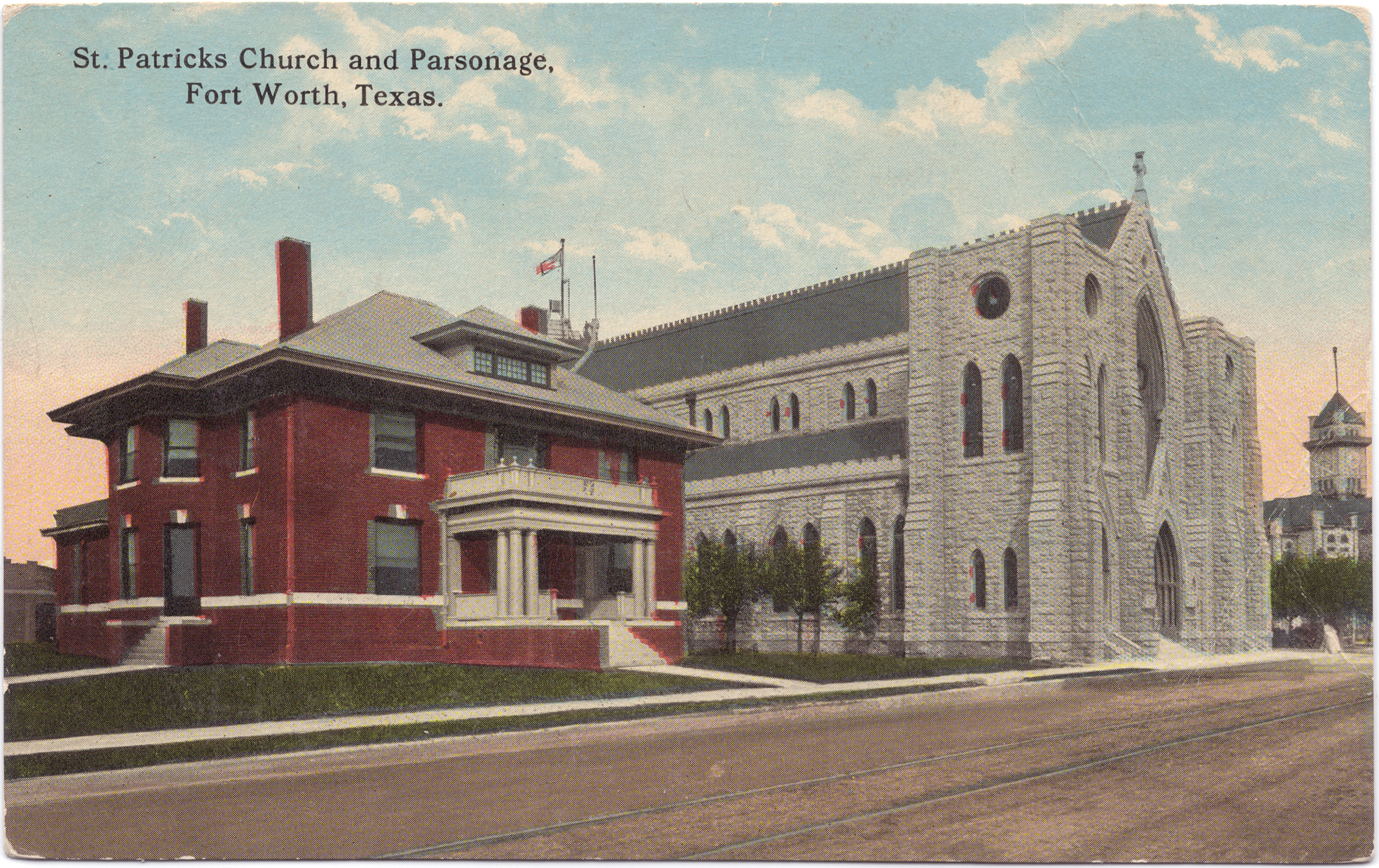
Cathédrale Saint-Patrick de Fort Worth avec maison paroissiale
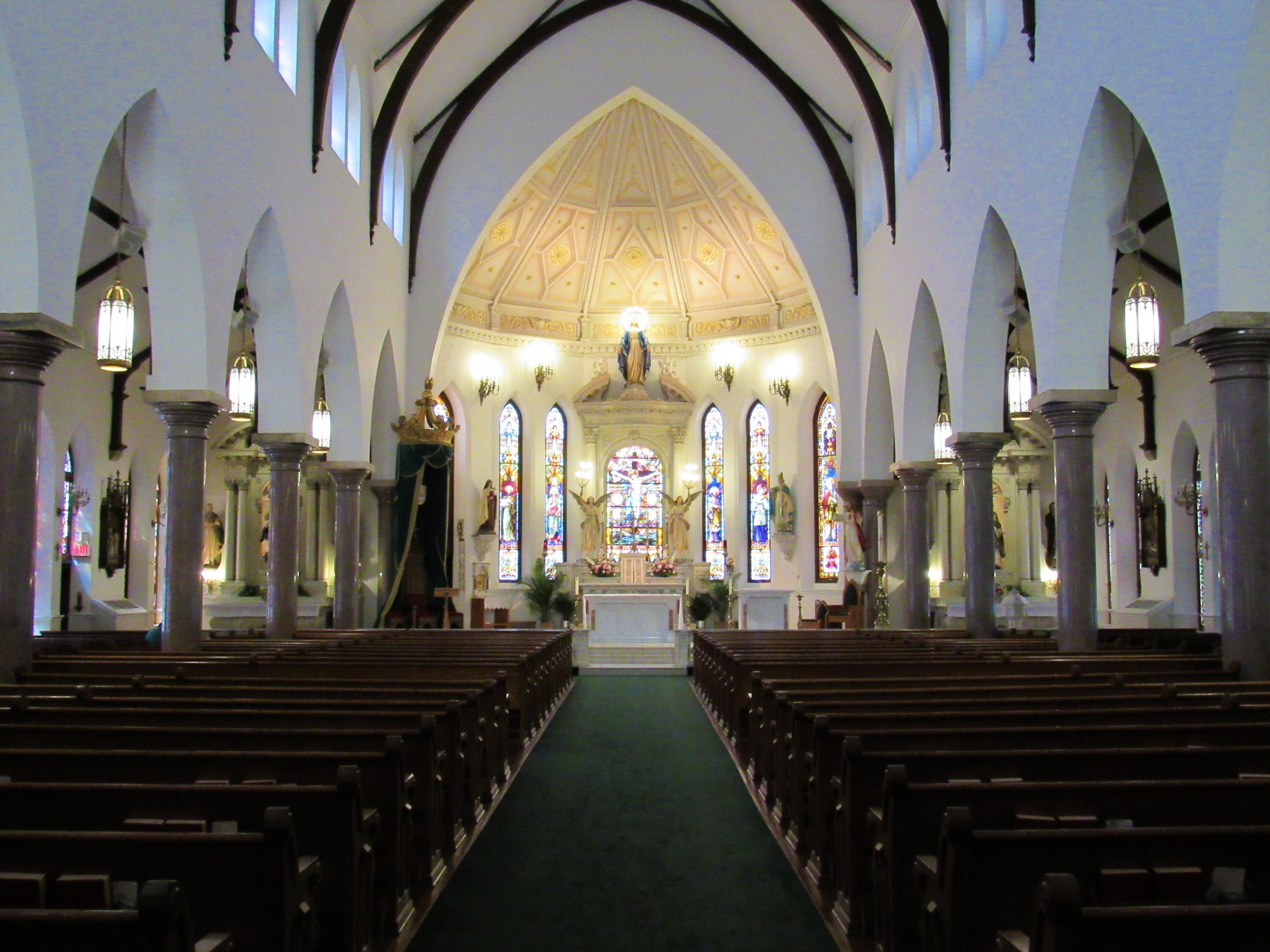
Nef
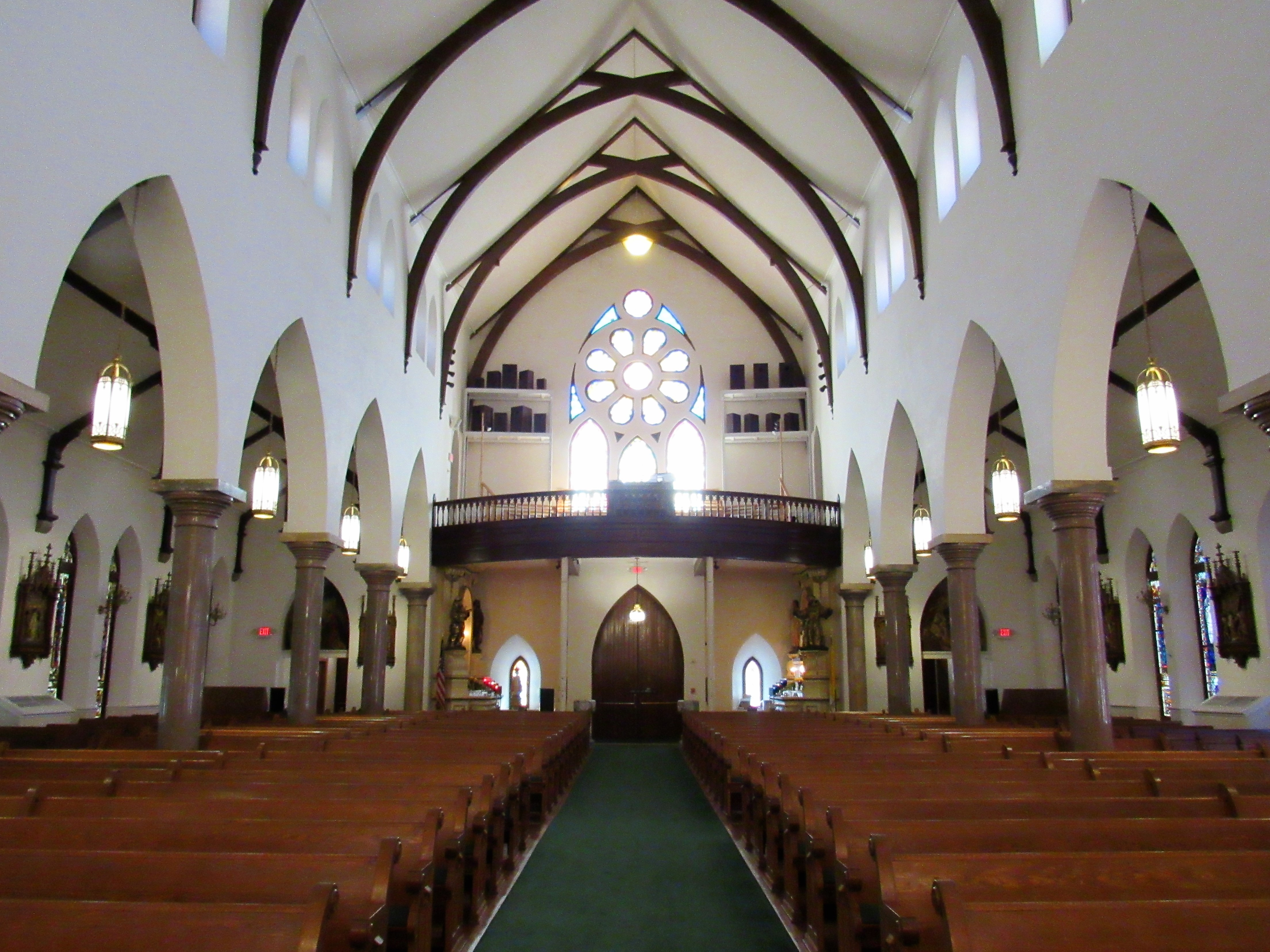
Nef
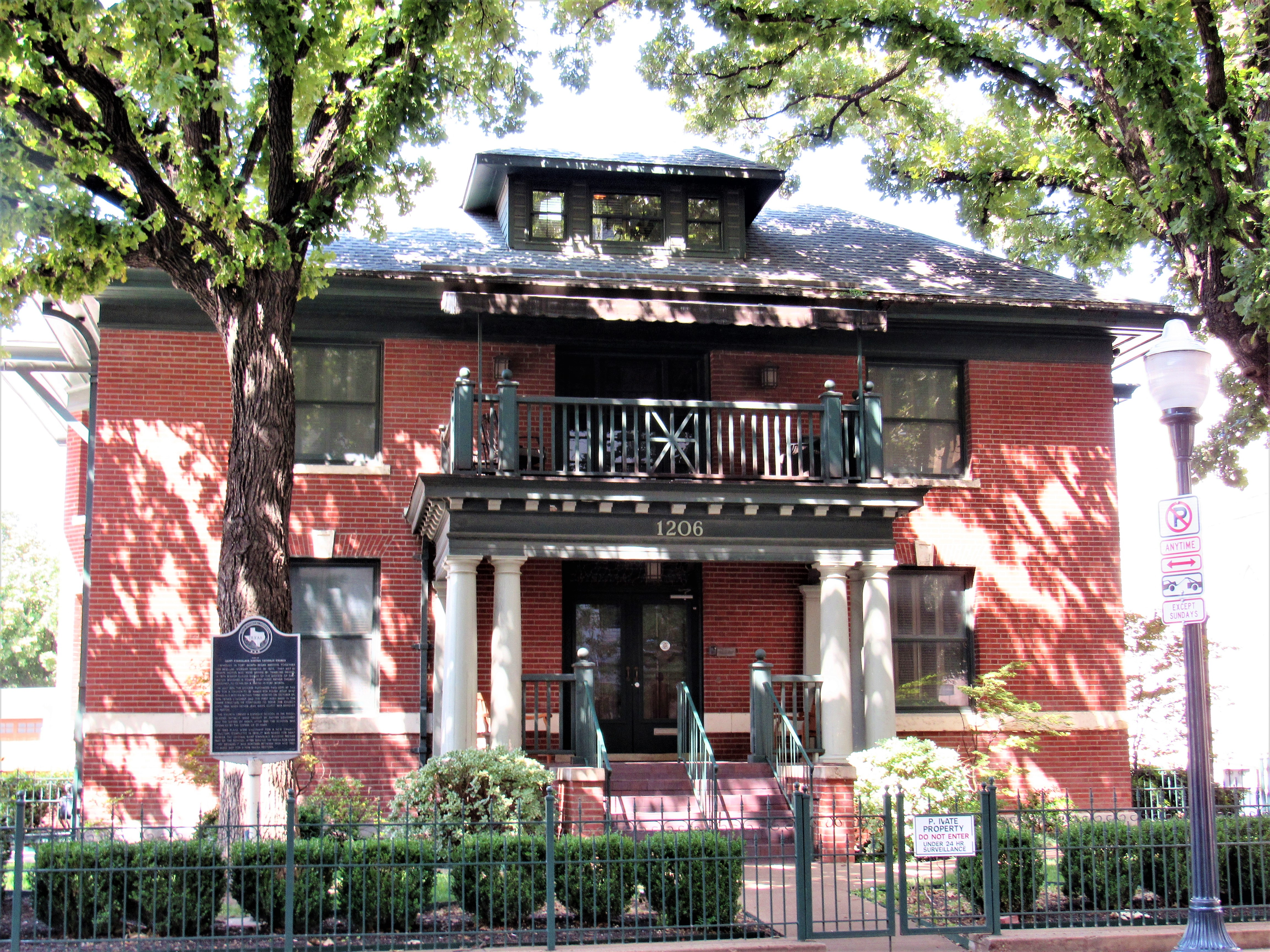
Presbytère
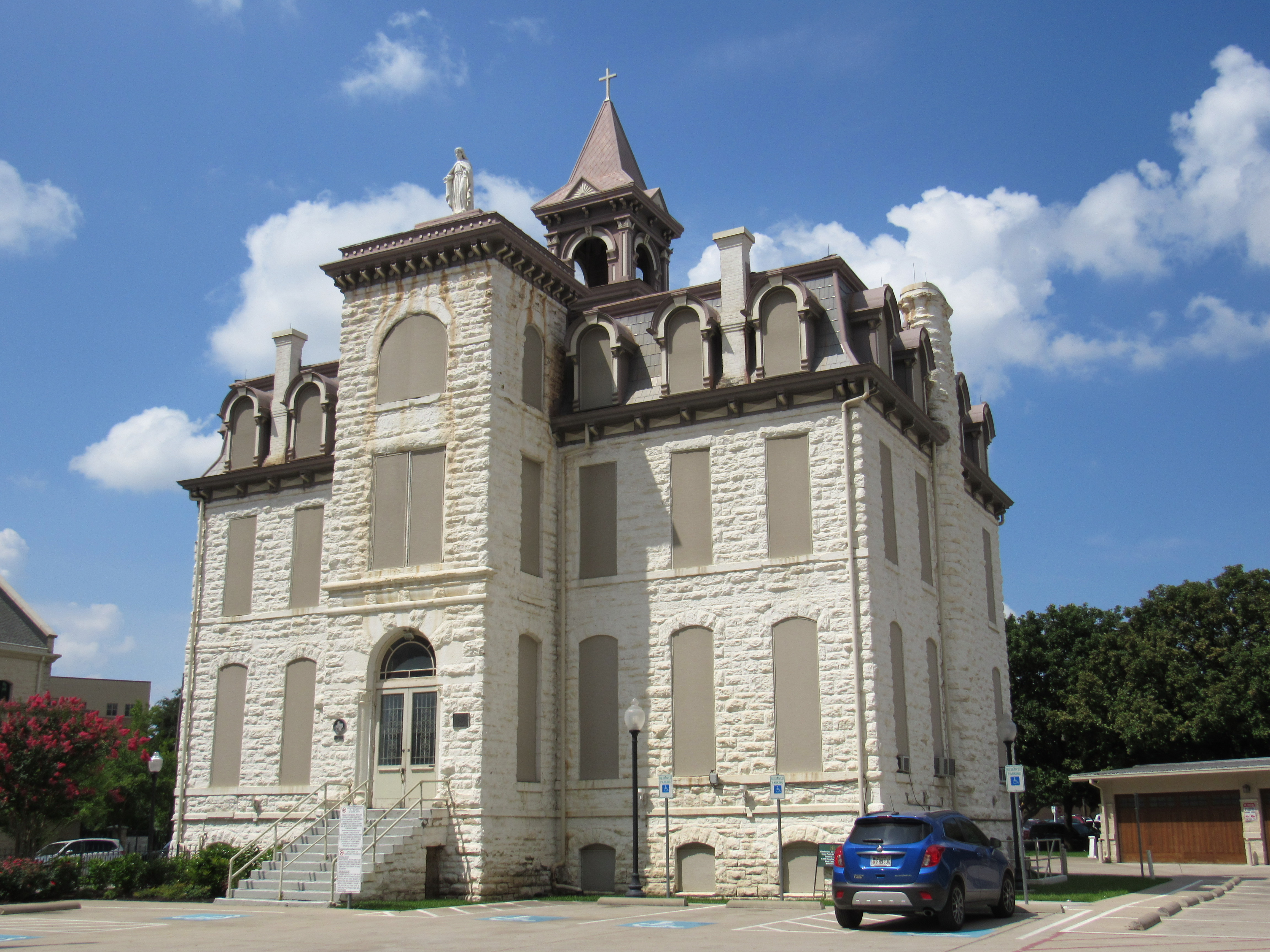
St. Ignatius Academy
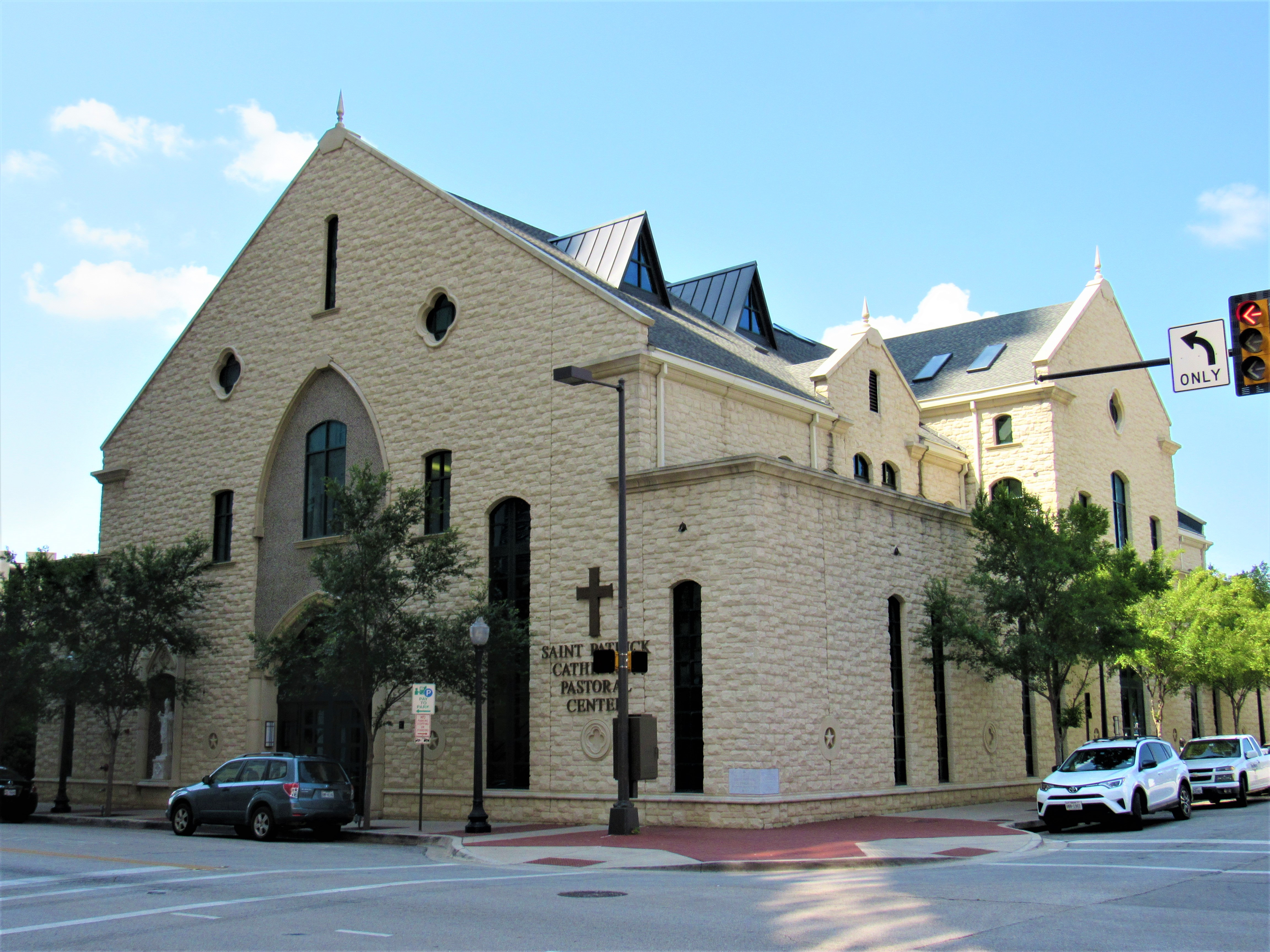
Maison paroissiale (Pastoral Centre)